# Гореня Вас
Гореня Вас (словен. Gorenja vas) — поселення в общині Гореня Вас-Поляне, Горенський регіон, Словенія. Висота над рівнем моря: 423,7 м.